# Amanda Doman
Pour les articles homonymes, voir Doman.
Amanda Doman (Gladstone, Queensland 24 octobre 1977 - ) est une joueuse de softball australienne. Elle remporta en 2004 une médaille d'argent en softball aux Jeux olympiques d'Athènes avec l'équipe australienne de softball.